# Aljaksej Hrysjyn
Aljaksej Hrysjyn, född den 18 juni 1979 i Minsk, Vitryssland, är en vitrysk freestyleåkare.
Han tog OS-brons i herrarnas hopp i samband med de olympiska freestyletävlingarna 2002 i Salt Lake City.
Han tog därefter OS-guld i samma gren i samband med de olympiska freestyletävlingarna 2010 i Vancouver.